# Waipoua totara
Waipoua totara är en spindelart som först beskrevs av Forster 1956.  Waipoua totara ingår i släktet Waipoua och familjen Orsolobidae. Inga underarter finns listade i Catalogue of Life.